# Viadukt Millau
Viadukt Millau (francouzsky Viaduc de Millau) je dálniční most v jižní Francii, k roku 2014 nejvyšší v Evropě a druhý nejvyšší na světě (v roce 2012 první pozice obsazena mostem Puente Baluarte v Mexiku). Tvůrci stavby jsou francouzský projektant Michel Virlogeux a britský architekt Norman Foster. Slavnostně byl za přítomnosti francouzského prezidenta Jacquesa Chiraca otevřen 14. prosince 2004, o dva dny později již začal sloužit i veřejnosti.

## Popis stavby
Viadukt Millau je zavěšený most se sedmi betonovými pilíři a osmi mostními poli; vlastní mostovka je ocelová a váží 36 000 tun. Délka mostu činí 2 460 m. Mostní pole nemají všechna stejnou délku; šest centrálních měří 342 m a dvě okrajová pak 204 m. Mostovka samotná pak také od severu k jihu klesá o tři procenta. Celá stavba se navíc nachází v oblouku s poloměrem 20 km. V každém směru se nacházejí dva jízdní pruhy.
Pilíře mají velmi rozdílnou výšku; ta se pohybuje od 77 m až k 246 m (měřeno až k výšce vozovky). Nejvyšší pilíř převyšuje spolu s věží nad vozovkou svojí výškou i Eiffelovu věž. Jsou betonové a mají specifický tvar; směrem nahoru se zužují a dělí na dva menší.

## Výstavba
Nutnost vybudovat most přes údolí a tím i přes řeku Tarn u města Millau, a dokončit tak dálnici A 75 spojující metropoli Paříž s jižní částí Francie donutila vládu už roku 1989 ke schválení projektu výstavby mostu. Během 90. let se postupně upřesňovaly plány do dnešní podoby mostu zavěšeného. Nakonec bylo rozhodnuto, že jej postaví soukromá společnost a jeho výstavba bude splacena ve formě mýtného.
16. října 2001 se začalo stavět. Nejprve vznikly pilíře a jakmile byly dokončeny do výšky vozovky, začala být vysouvána ocelová mostovka. Kromě sedmi definitivních pilířů však také vznikly další podpůrné provizorní ocelové. Mostovka se musela rozdělit na dvě části, každá z nich byla vysouvána rychlostí 600 mm za 4 minuty samostatně. Po několika měsících práce se podařilo obě části spojit, odchylka mezi nimi činila jen 1 cm. Poté byly zdviženy pylony a zavěšena lana, následně byla položena asfaltová vozovka. Po zatěžovacích zkouškách, které most bez obtíží vydržel (prohnutí činilo 26 cm a bylo v normě) mohl být v prosinci roku 2004 a po 38 měsících stavby slavnostně otevřen.

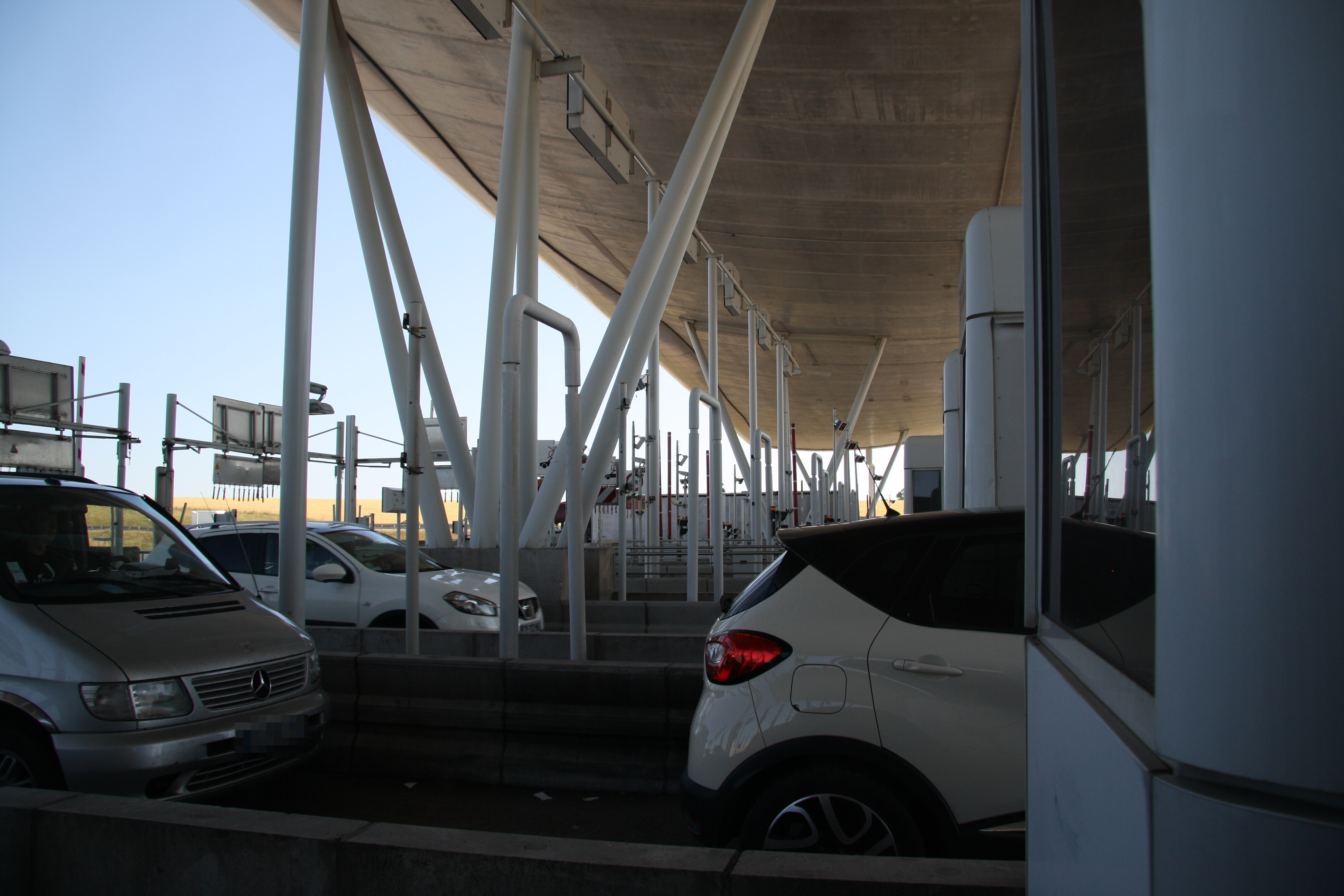
Mýtnice u vjezdu na most
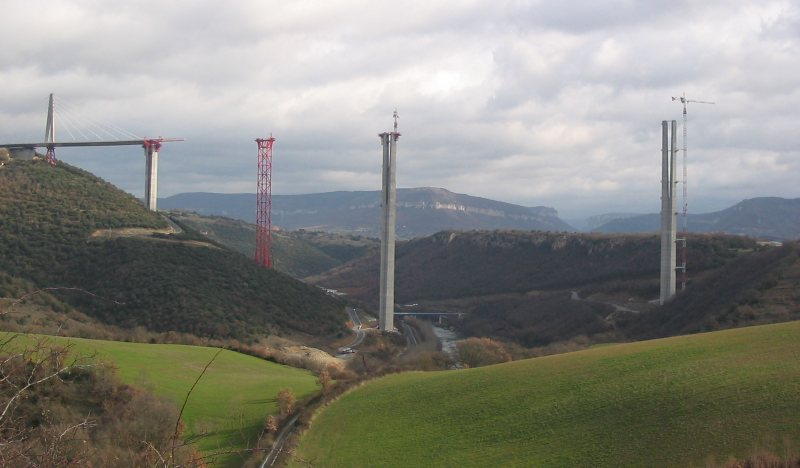
Vysouvání mostovky i s pylony
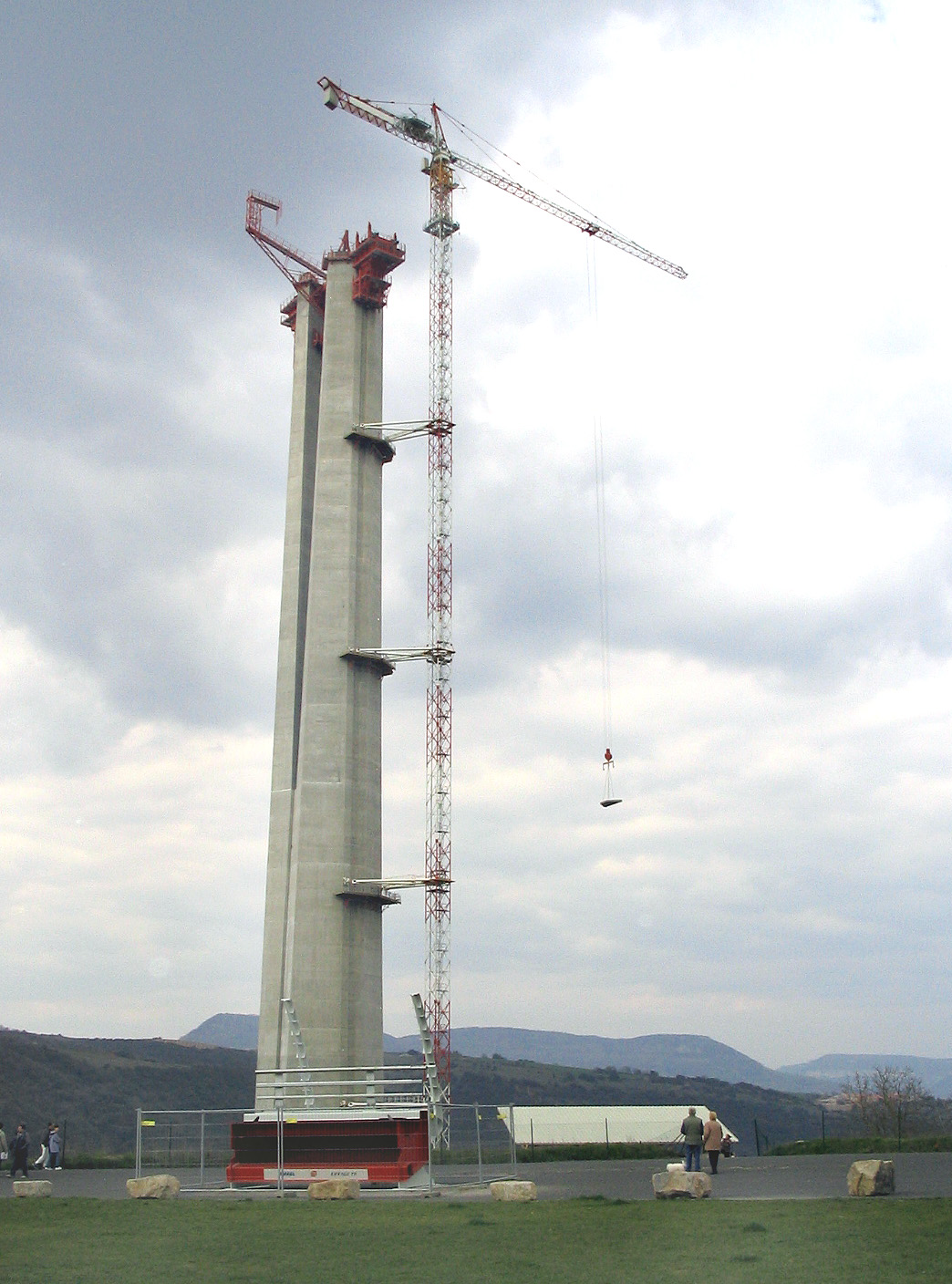
Stavba pilíře
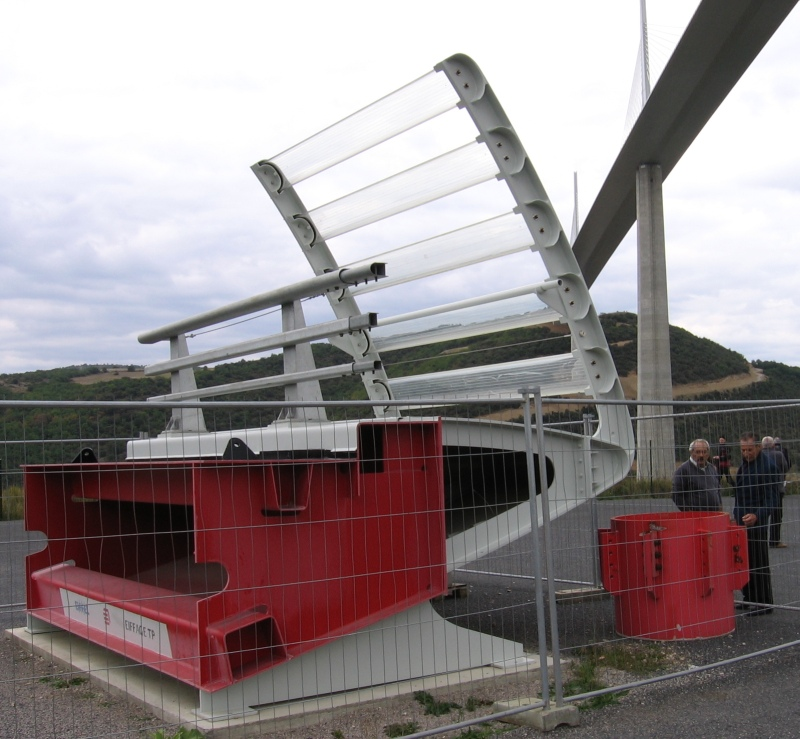
Jeden ze segmentů na okraji mostovky